# 飛馬座51
飛馬座51（51 Pegasi），中國傳統名稱室宿增一，是位於飛馬座的一顆類太陽恆星，距離太陽系約50.9光年（15.6秒差距） 。1995年被發現有行星圍繞該恆星公轉，是繼太陽系外，首個被證實有行星的恆星。
該行星是由米歇爾·麥耶和戴狄爾·魁若茲共同發現的，於1995年10月6日在《自然》雜誌中公佈，他們在日內瓦天文台以多普勒偵測法來偵測。

## 關於恆星

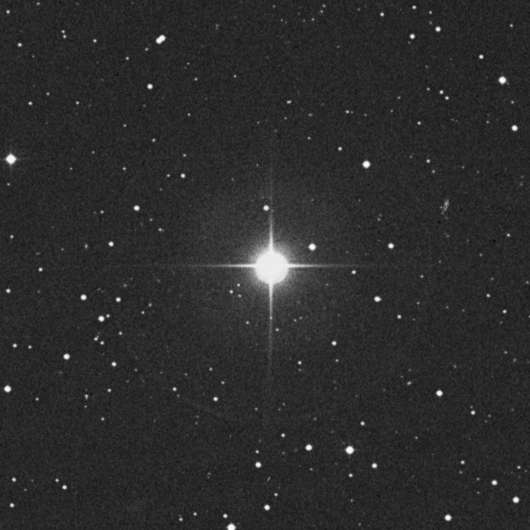
飛馬座51。

飛馬座51的視星等為5.49，使用雙筒望遠鏡可直接觀測，在無光害的環境中可以用肉眼看得到。它的編號來自於1712年約翰·佛蘭斯蒂德提出的佛蘭斯蒂德命名法，又名 HD 217044 及 HIP 113357，它的色球層表面溫度大約是5571 K，屬於黃矮星，其年齡估計61到81億年，比太陽要年老，重量比太陽重11%，直徑則是太陽的1.24倍，以及金屬較多。光譜類型為G5V，屬於核心正在進行氫核融合的主序星。擁有較高金屬量的恆星周圍有行星存在的可能性較高。1996年天文學家 Baliunas、Sokoloff 和 Soon 等人量測它的自轉週期是37日。
雖然在1981年的研究中懷疑飛馬座51是變星，但自1977到1989年的觀測中幾乎沒有發現它的色球層活動。1994到2007年進一步的研究也顯示了它的色球層極少或無活動。同時飛馬座51的低X射線輻射量讓天文學家認為它可能在類似太陽蒙德極小期的狀態下，這樣的狀態下恆星表面星斑數量甚少。

## 關於飛馬座51的行星
1995年10月6日，瑞士天文學家米歇爾·麥耶和戴狄爾·魁若茲宣布在飛馬座51旁發現一顆太陽系外行星。他們使用法國上普羅旺斯天文台的ELODIE攝譜儀以徑向速度法發現該行星。同年10月12日舊金山州立大學的天文學家傑佛瑞·馬西和加州大學柏克萊分校的保羅·巴特勒使用美國加州利克天文台的漢密爾頓攝譜儀確認了這項發現。
飛馬座51b（51 Pegasi b）是首顆被確認在太陽系以外主序星旁發現的系外行星，當中“b”代表該恆星被發現的第一個行星，更多的行星會以“c”、“d”、“e”...來表示，它的非正式名稱為柏勒洛丰。在發現了它以後，許多團隊確認了它的存在並進行更多觀測以了解它的性質，並發現它非常靠近母恆星，因此表面溫度約1200°C，公轉週期為四日，它的質量下限約為半個木星質量。該行星的發現引起多個爭論，它與行星的近距離並不合乎已知的行星誕生理論，並引發了軌道改變的討論。有說法指該行星可能處於毀滅的階段。直到2012年都未在飛馬座51旁發現其他的行星。
| 成員 (依恆星距離) | 质量               | 半長軸 (AU)     | 轨道周期 (天)       | 離心率        | 傾角 | 半径 |
| ----------------- | ------------------ | --------------- | ------------------- | ------------- | ---- | ---- |
| b                 | ≥ 0.472 ± 0.039 MJ | 0.0527 ± 0.0030 | 4.230785 ± 0.000036 | 0.013 ± 0.012 | —    | —    |

## 參看
- 太陽系外行星
- 飛馬座51b

## 延伸閱讀
- van Leeuwen, F. (November 2007). "Validation of the new Hipparcos reduction" (Abstract).     Astronomy and Astrophysics 474 (2): 653–664  （页面存档备份，存于）
- van Belle, Gerard T.; von Braun, Kaspar (2009). "Directly Determined Linear Radii and Effective Temperatures of Exoplanet Host Stars" (abstract). The Astrophysical Journal 694 (2): 1085–1098.

 （页面存档备份，存于）
- Poppenhäger, K. et al. (December 2009), "51 Pegasi - a planet-bearing Maunder minimum candidate", Astronomy and Astrophysics 508 (3): 1417–1421  （页面存档备份，存于）

## 外部連結
- Jean Schneider. . Extrasolar Planets Encyclopaedia. 2011  [3 October 2011]. （原始内容存档于2012-06-03）. （页面存档备份，存于）
- Extrasolar Visions: 51 Pegasi （页面存档备份，存于）
- 51 Pegasi （页面存档备份，存于） at SolStation.com.
- nStars database entry
- David Darling's encyclopedia （页面存档备份，存于）